# تولوئیدین
سه ایزومر برای تولوئیدین وجود دارد که ترکیبات آلی محسوب می‌شوند. این ایزومرها اورتو-تولوئیدین، متا-تولوئیدین و پارا-تولوئیدین هستند که عبارت‌های پیشوند اورتو، متا و پارا مربوط به روش نامگذاری ایزومرهای آرن می‌باشد. هر سه آریل آمین هستند که ساختار شیمیایی آن‌ها مشابه آنیلین است با این تفاوت که یک گروه متیل روی حلقه بنزن به شکل یک استخلاف وجود دارد. تفاوت بین این سه ایزومر در موقعیت قرارگیری گروه متیل (–CH3) بر روی حلقه نسبت به گروه متصل شده آمین (–NH2) است. تصویر ساختارهای شیمیایی این ایزومرها را در زیر مشاهده کنید.
| ایزومرهای تولوئیدین       | ایزومرهای تولوئیدین | ایزومرهای تولوئیدین | ایزومرهای تولوئیدین |
| ------------------------- | ------------------- | ------------------- | ------------------- |
| موقعیت متیل               | اورتو               | متا                 | پارا                |
| نام متداول                | o-تولوئیدین         | m-تولوئیدین         | p-تولوئیدین         |
| دیگر نام‌ها                | o-متیل‌آنیلین        | m-متیل‌آنیلین        | p-متیل‌آنیلین        |
| نام شیمیایی               | ۲-متیل‌آنیلین        | ۳-متیل‌آنیلین        | ۴-متیل‌آنیلین        |
| فرمول شیمیایی             | C۷H۹N               | C۷H۹N               | C۷H۹N               |
| جرم مولکولی               | 107.17 g/mol        | 107.17 g/mol        | 107.17 g/mol        |
| دمای انتقال شیشه          | 189 K               | 187 K               | Glass not formed    |
| نقطه ذوب                  | −۲۳ °C              | −۳۰ °C              | ۴۳ °C               |
| نقطه جوش                  | ۱۹۹–۲۰۰ °C          | ۲۰۳–۲۰۴ °C          | ۲۰۰ °C              |
| چگالی                     | 1.00 g/cm3          | 0.98 g/cm3          | 1.05 g/cm3          |
| پذیرفتاری مغناطیسی        | ۷۶٫۰ × 10−6 cm3/mol | ۷۴٫۶ × 10−6 cm3/mol | ۷۲٫۱ × 10−6 cm3/mol |
| شماره CAS                 | [۹۵-۵۳-۴]           | [۱۰۸-۴۴-۱]          | [۱۰۶-۴۹-۰]          |
| SMILES                    | Cc1ccccc1N          | Cc1cccc(N)c1        | Cc1ccc(N)cc1        |
|                           |                     |                     |                     |
| Disclaimer and references |                     |                     |                     |